# マーガレット・ストッダート
マーガレット・オルローグ・ストッダート（Margaret Olrog Stoddart、1865年10月3日 - 1934年12月10日）は、ニュージーランドの画家である。風景画や花のある静物画を描いた。

## 略歴
ニュージーランドのカンタベリーのダイヤモンド・ハーバー（Diamond Harbour）で生まれた。父親はスコットランド出身で海軍提督プリングル・ストッダート（Pringle Stoddart）の息子で、父親の兄弟には文筆家のトーマス・トッド・ストッダート（Thomas Tod Stoddart）がいた。父親は1851年にニュージーランドに移住し羊牧場を経営していたが絵を描くことや文学を愛していた。母親はノルウェー出身の神父の娘であった。
1876年にマーガレットはエディンバラの親戚の家に滞在し、女子学校で教育を受けたが、その期間は知られていない。ニュージーランドに帰国後、1882年からカンタベリーの美術学校で学び、1889年に卒業した。自然を愛する芸術家のグループ、パレットクラブの会員となり、バンクス半島やニュージーランドの山地に何度も写生旅行して風景をスケッチし、植物を収集して描いた。ニュージーランドで有数の花の画家としての名声を得て、1885年にカンタベリー芸術協会の理事になった。
1886年と1891年にチャタム諸島の友人を訪ね、画集を制作した。1890年にカンタベリー美術館に植物画12点が買い上げられた。4年後にメルボルンを訪れ、オーストラリアの博物画家のエリス・ローワンの支援を受けて展覧会を開き、成功した。
1897年に、ヨーロッパを旅し、ノルウェー、フランス、スイス、イタリアを訪れた。イギリスの風景画家のノーマン・ガースティンやルイス・グリア（Louis Grier: 1864-1920）と知り合い影響を受けた。イギリスにおける印象派のスタイルの中心であるコーンウォールのセント・アイヴスに滞在中から、風景画を主に風景画をおもに描いた。
パリのフランス芸術家協会と国民美術協会の展覧会に出展した。ロンドンでは1902年にベイリー・ギャラリーで展示会が開かれ、サンデー・タイムズ紙で批評された。その後、ロイヤル・アカデミー・オブ・アーツの展覧会や女性芸術家協会（Society of Women Artists）の展覧会に出展した。
1906年にニュージーランドに戻り、ダイヤモンド・ハーバーで年老いた母親と姉妹とともに暮らした後、1911年に母親が亡くなった後、妹と姪とともにクライストチャーチ近郊のカシミアヒルズ（Cashmere Hills）に住んだ。1909年から1914年の間、パリのサロンやニュージーランド美術協会に定期的に作品を展示した。1926年にタヒチやオーストラリアを旅したほかは、ニュージーランドに滞在した。
1934年にカンタベリーのハンマー・スプリングス（Hanmer Springs）で亡くなった。

## 作品

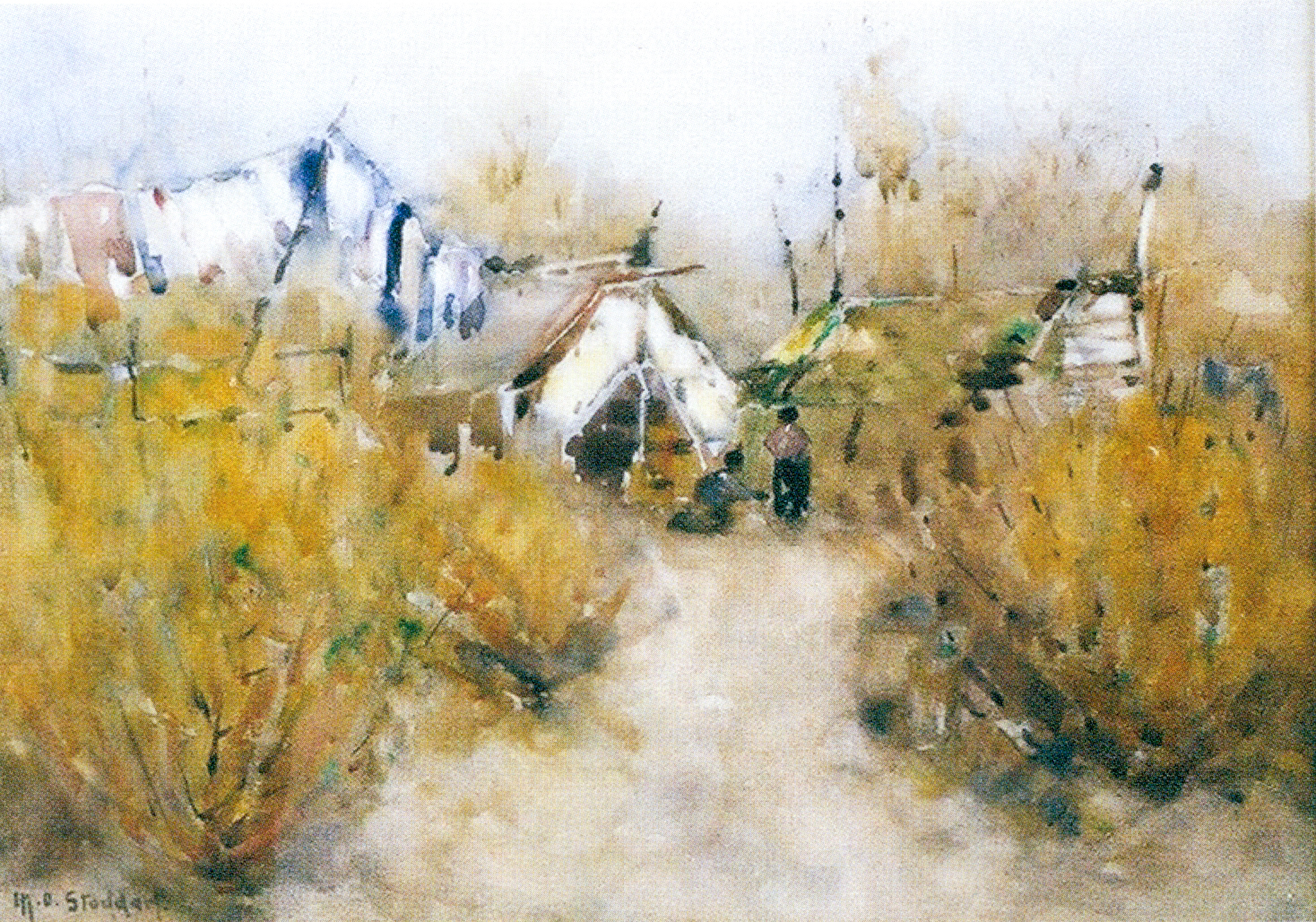
ロトルア近郊のマオリ集落
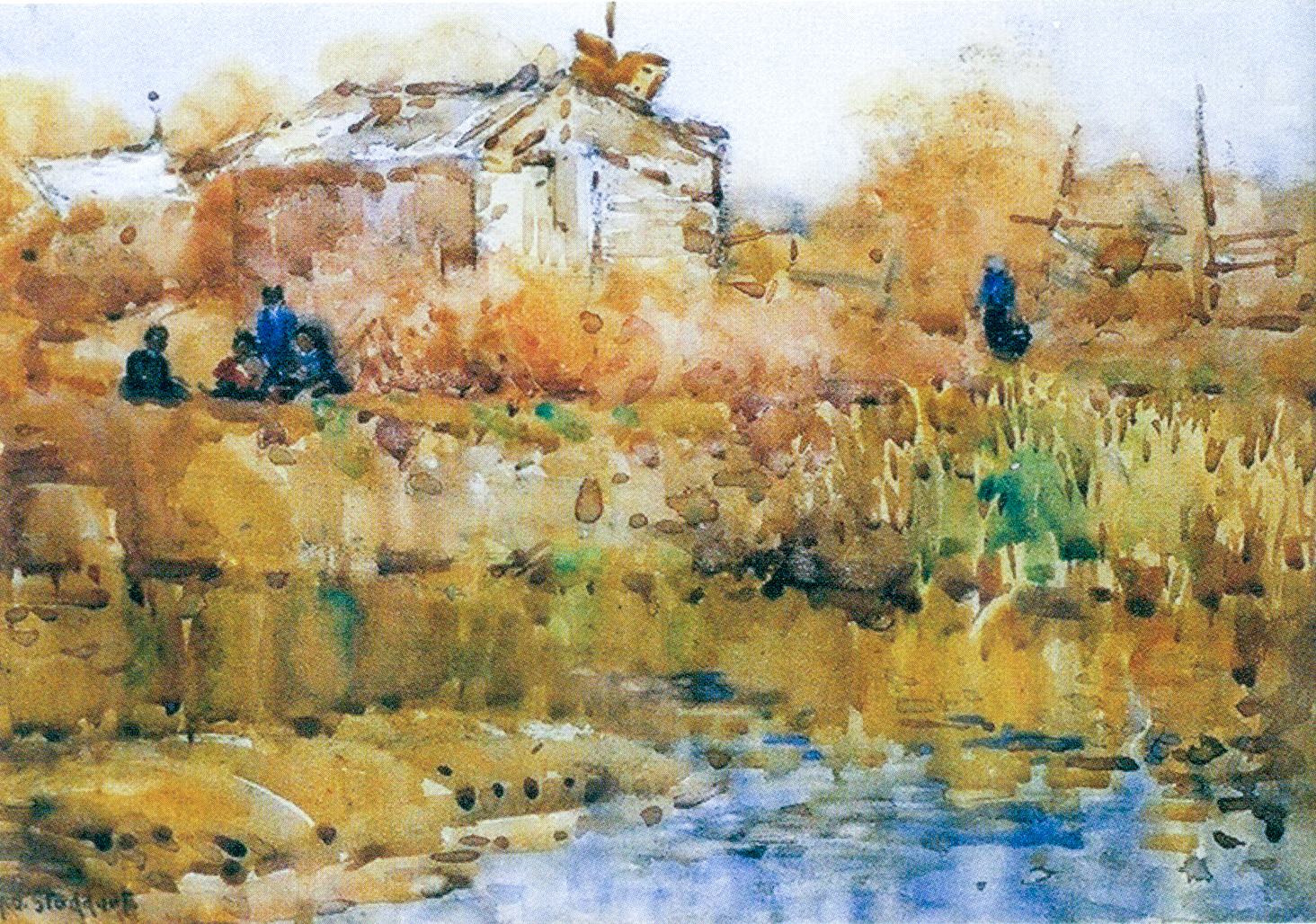
湖畔のマオリ小屋
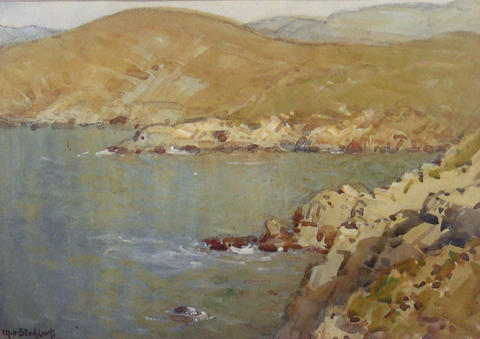
リトルトン・ヘッズ近郊の風景
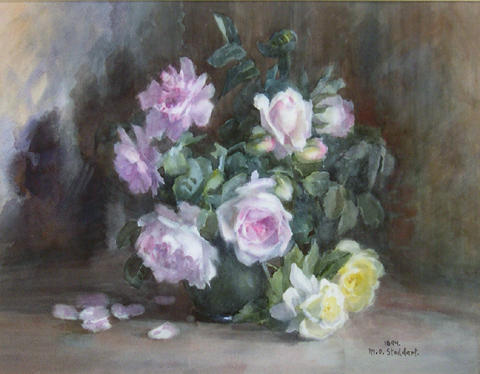
バラ (1885)